# Parafia św. Jana Chrzciciela w Radomicku
Parafia Świętego Jana Chrzciciela w Radomicku – parafia rzymskokatolicka, znajdująca się w archidiecezji poznańskiej, w dekanacie śmigielskim.